# 浦江之声
浦江之声广播电台，简称浦江之声，是上海广播电视台旗下的对台广播频率，主要面向台湾听众，1988年1月1日开播。目前使用调幅1422kHz频率播出（原第一财经广播调幅频率，仅限夜间播出），2011年1月1日正式分频。频率的广播时间为6:00-24:00。目前该广播频率已经停播，而在停播前也已经“名存实亡”，一切节目制作停止，全天大部分时间联播第一财经广播。

## 历史
1949年8月20日，上海人民广播电台一台（现上海人民广播电台主频率（新闻广播））在中共中央华东局台湾工作委员会的指导下，开办对台湾广播节目，使用频率为5985千赫。1950年4月1日华东人民广播电台成立后，对台湾广播的节目由华东台播出。起初华东台对台湾广播节目每周安排两次，后增加到每天1次，每天半小时到90分钟，分别使用普通话、闽南话两种语言播音，杭州、福州、厦门等地的电台也会转播上海的对台广播节目。1950年12月20日，因南京人民广播电台发射功率较大，华东台对台广播迁到南京台播出，呼号和隶属仍为华东人民广播电台。1952年9月，华东台对台广播科迁回上海。1954年8月15日，中央人民广播电台接办对台广播，华东台对台湾广播科的主要人员调到中央台，上海早期对台广播由此宣告结束。
1986年5月，上海电台申报恢复对台湾短波广播，获得中华人民共和国广播电视部和上海市人民政府批准。1987年5月11日起，上海电台开办以台湾同胞、港澳同胞、华侨以及外籍华人为主要对象的《故乡的云》节目，进行对台湾广播试点工作。
1988年1月1日，浦江之声广播电台开播，使用3280、3990频率播出，李森华、汪蕾分别担任台长、副台长。时任上海市市长江泽民为电台题写台名，还亲笔题词“传播乡音乡情，弘扬爱国主义”，并在开播节目中对台湾听众发表广播讲话。
1993年1月1日，为方便在沪台胞台商收听，该频率增加中波900千赫播出，每天播出时间由原来6小时增加至8小时。1997年12月30日，海峡两岸关系协会会长汪道涵为浦江之声开播10周年题词“推进祖国统一，造福中华民族”。
1999年1月1日，上海电台推出“精简频率，精办节目”改革方案，浦江之声全天播出时间压缩至6小时。
2002年7月，SMG对上海广播频率资源实行重组改革，浦江之声并入东广财经频率播出，每天20—24时通过调频97.7兆赫，中波1422千赫，短波3280、4950、9705千赫播出4小时节目。2003年7月，SMG整合财经资源，该频率整体并入新成立的第一财经管理。
2010年底，第一财经广播、浦江之声改版，由原来双频播出的一套节目调整为各自独立的两套节目。其中，调频97.7兆赫播出第一财经广播节目，中波1422千赫播出浦江之声节目。2011年1月起，浦江之声推出新版面，每天6—24时播出。2013年5月2日，该频率短波信号停止发射。
由于经营不善及传统媒体衰落，该广播频率在停播前很长一段时间就已经停止一切节目制作，全天大部分时间联播第一财经广播，只在每天早上7:00至8:00、晚上19：00至20:00重播上海新闻广播制作的《两岸这一周》。
2025年1月1日0时，频率停播。

## 节目
（均停播）
- 《浦江新闻》
- 《外滩漫话》
- 《故乡的云》
- 《江南好》
- 《华夏风采》
- 《风流人物》
- 《服务天地》
- 《经济之窗》
- 《台商家园》
- 《大世界》
- 《欢乐浦江》
- 《江风海韵》
- 《浦江两岸情》
- 《娱乐星天地》
- 《时尚周末》
- 《乐活每一天》
- 《职场男女》
- 《笑笑乐翻天》
- 《听电影》
- 《养生有道》
- 《新上海生活》
- 《带你去旅行》
- 《时尚消费搜搜搜》

## 主持人
- 彼得
- 丁薇
- 雷一文
- 倪娜
- 书玥
- 孙瑜
- 吴冰
- 宇皓
- 远景
- 张晗
- 张琳琳
- 张志林

## 外部連結
- 官方网站（页面存档备份，存于）